# Inga-Lill Åhström
Inga-Lill Margareta Åhström-Lundqvist, född 26 oktober 1908 i Falkenberg, död 20 november 1991 i Högalids församling, Stockholm, var en svensk skådespelare.
Hon var dotter till sjökapten Carl August Åhström och kompositören Frida Åhström, född Jungbeck. Åhström-Lundqvist är begravd på Östra kyrkogården i Göteborg.

## Filmografi i urval
- 1936 – Kvartetten som sprängdes
- 1937 – Häxnatten
- 1937 – Familjen Andersson
- 1938 – Blixt och dunder
- 1939 – Efterlyst
- 1939 – Adolf i eld och lågor
- 1941 – Tänk, om jag gifter mig med prästen
- 1944 – Fia Jansson från Söder
- 1945 – Den allvarsamma leken
- 1945 – Resan bort
- 1946 – Begär
- 1946 – Kristin kommenderar
- 1946 – Ballongen
- 1948 – Janne Vängmans bravader
- 1948 – Hamnstad
- 1949 – Hur tokigt som helst
- 1951 – Frånskild
- 1954 – Skrattbomben
- 1956 – Sceningång
- 1956 – Swing it, fröken
- 1958 – Kostervalsen
- 1958 – Laila
- 1960 – Domaren
- 1961 – Pärlemor
- 1962 – En nolla för mycket
- 1962 – Chans
- 1963 – Sten Stensson kommer tillbaka
- 1963 – Åsa-Nisse och tjocka släkten
- 1965 – Tills. med Gunilla månd. kväll o. tisd.
- 1967 – Bränt barn
- 1969 – Bokhandlaren som slutade bada
- 1975 – Släpp fångarne loss – det är vår!
- 1979 – Mor gifter sig (TV-serie)
- 1984 – Slagskämpen

## Teater

### Roller (ej komplett)
| År   | Roll                 | Produktion                                                         | Regi                | Teater                           |
| ---- | -------------------- | ------------------------------------------------------------------ | ------------------- | -------------------------------- |
| 1936 | Kate                 | Cirkus Sanger (The Constant Nymph) Margaret Kennedy och Basil Dean | Sandro Malmquist    | Nya Teatern                      |
| 1936 | Pauline              | Bichon Jean de Létraz                                              | Sandro Malmquist    | Nya Teatern                      |
| 1936 | Tattar Dara          | Mjölnarprinsen (Skyddsängeln) Zacharias Topelius                   | Sandro Malmquist    | Nya Teatern                      |
| 1937 | Paulina              | En saga för vintern (The Winter's Tale) William Shakespeare        | Sandro Malmquist    | Nya Teatern                      |
| 1939 | Magdelona, en gumma  | Henrik och Pernilla (Henrik og Pernille) Ludvig Holberg            | Arne Lydén          | Oscarsteatern                    |
| 1947 | Fru Krane            | Kranes konditori Cora Sandel                                       | Lars-Levi Læstadius | Helsingborgs stadsteater         |
| 1948 | Häxa 1               | Macbeth William Shakespeare                                        | Ingmar Bergman      | Göteborgs stadsteater            |
| 1949 | Mademoiselle Capulat | Slottsbalen Jean Anouilh                                           | Börje Nyberg        | Helsingborgs stadsteater         |
| 1958 |                      | Spöket på Canterville Oscar Wilde                                  | Åke Edin            | Riksteatern                      |
| 1962 |                      | Erasmus Montanus Ludvig Holberg                                    | Gösta Terserus      | Parkteatern                      |
| 1963 |                      | Min kära är en ros Bo Sköld                                        | Sten Hedlund        | Riksteatern                      |
| 1974 | Döv-Anna             | Midsommardröm i fattighuset Pär Lagerkvist                         | Hans Elfvin         | Norrköping-Linköping stadsteater |